# Academie voor Popcultuur
Minerva Academie voor Popcultuur is een onderdeel van Academie Minerva (Hanzehogeschool Groningen) en bevindt zich in Leeuwarden. Huidige directeur is Dorothea Van der Meulen. De academie maakt deel uit van het regionale netwerk voor popmuziek Fries Popnet, waarbij ook de Friese poppodia zijn aangesloten.

## Opleidingen
De academie kende tot 2015 twee opleidingen; één gericht op beeldende vormgeving en één op muziek, sinds 2015 zijn deze twee opleidingen samengevoegd tot Bachelor Popular Culture. Deze nieuwe opleiding is de eerste ter wereld. De studie omvat confrontaties met meerdere kunstdisciplines zoals muziek, vormgeving, film, theatrale werkvormen en literatuur.

## Eerste afgestudeerden
De eerste lichting studenten studeerde zomer 2007 af. Eerste student Muziek was daarbij de elektropopartiest Krause.

## Bands en artiesten afkomstig van de Academie
- Adept
- Bonne Aparte
- Cesqeaux
- d'Ici
- Dat Schilt
- Dither
- Elske DeWall
- Exitlight Empire
- Geschikte Gasten
- Kraantje Pappie
- Kim Janssen
- Marije Kuiper
- Pioneers of Love
- Plunder
- Roberto Tan
- ROLLÀN
- Thomas Azier
- Wat Aans

## Cd's
De academie geeft in eigen beheer ook cd's uit om een beeld te geven van de ontwikkeling van de cultuur en als stimulans aan beginnende artiesten. De volgende cd's zijn uitgebracht: Urban Heroes, Get Loaded Vol.1, Get Loaded Vol.2, Get Loaded Vol. 3, Get Loaded Vol.4. Deel 3 en 4 zijn beiden op het Eurosonic Noorderslag festival gelanceerd.